# 고보준
고보준(高甫俊, ?~1126년)은 고려의 관료이다.

## 생애
이자겸(李資謙)과 척준경(拓俊京)이 정권을 잡고 권력을 마음대로 휘두르자, 지녹연(智祿延)이 오탁(吳卓)과 고석(高碩)과 함께 그들을 죽이려다가 실패했다.
오탁과 고석이 죽임을 당하자 오탁의 아들 오자승(吳子升)과 북산(北山)에 숨었다. 이자겸의 명령을 받은 박영(朴永)이 그를 쫓아 죽이려들자 “우리들이 의거를 일으켜 백성에게 사죄하려다 이루지 못함은 운명이라 하겠으나, 우리 같은 의사(義士)들이 어찌 너희같이 용렬한 자들의 손에 죽겠는가？”라고 꾸짖고 바위에서 떨어져 죽었다.